# Tony Moore (cantante 1958)
Tony Moore, pseudonimo di Anthony Morabito (11 ottobre 1958), è un cantante statunitense, famoso per essere stato il cantante del gruppo heavy metal Riot dal 1986 al 1992 e per essere apparso sul loro lavoro più celebre, Thundersteel. È maggiormente noto nello scenario heavy metal per il suo timbro vocale estremamente acuto.

## Biografia
Tony Moore si avvicina al mondo della musica nei primi anni ottanta come bassista in alcuni progetti di musica leggera, realizzando alcune demo. Nel 1986 entra in contatto con il chitarrista Mark Reale, leader dei Riot, allora in cerca di un frontman, che gli propone un'audizione. Nonostante per Moore fosse questa la prima esperienza come cantante, i membri del gruppo furono a tal punto soddisfatti che decisero di reclutarlo. Con i Riot Moore realizza il celebre Thundersteel nel 1988, disco che diverrà il lavoro più celebre della band portandola in tour in Giappone, ed il successivo The Privilege of Power del 1990. Moore deciderà poi di abbandonare il gruppo nel 1992, intenzionato a dedicare più tempo alla propria famiglia e al suo lavoro di graphic designer, pur dedicandosi sporadicamente a qualche progetto in veste di bassista.
Nel 2002 si riaffaccia al mondo della musica formando con il chitarrista dei Riot Mike Flyntz il progetto Faith and Fire, con i quali realizzerà un album nel 2006 intitolato Accelerator. Nel 2008 i Riot annunciano una reunion con la formazione storica di Thundersteel, a quale Moore prende parte; dopo la partecipazione allo Sweden Rock Festival dell'anno seguente abbandona però il gruppo a seguito di alcuni contrasti, per poi ritornare nel 2010 in forza alla band. Nel 2011 viene pubblicato il terzo album dei Riot con Moore alla voce, Immortal Soul, ma nell'anno successivo la morte del leader e fondatore Mark Reale porta il gruppo allo sbando. I Riot si riformano nel 2013 con il nome di Riot V, mentre Moore decide di non prendere parte al progetto.
Attualmente Moore canta e suona il basso in un gruppo garage rock da lui fondato e chiamato Big Muff π; ha inoltre formato una band denominata Immortal Soul, della quale è bassista, che vede inoltre nella sua formazione l'ex frontman degli Anthrax Neil Turbin.

## Discografia

### Riot
- 1988 - Thundersteel
- 1990 - The Privilege of Power
- 1992 - Riot in Japan (live)
- 2011 - Immortal Soul

### Faith and Fire
- 2006 - Accelerator